# Годзенцин
Годзенцин (пол. Godzięcin) — село в Польщі, у гміні Бжег-Дольний Воловського повіту Нижньосілезького воєводства.
Населення — 671 особа (2011).
У 1975-1998 роках село належало до Вроцлавського воєводства.

## Демографія
Демографічна структура станом на 31 березня 2011 року:
|          | Загалом | Допрацездатний вік | Працездатний вік | Постпрацездатний вік |
| -------- | ------- | ------------------ | ---------------- | -------------------- |
| Чоловіки | 339     | 85                 | 238              | 16                   |
| Жінки    | 332     | 81                 | 203              | 48                   |
| Разом    | 671     | 166                | 441              | 64                   |